# Введенська волость
Введенська волость — адміністративно-територіальна одиниця Зміївського повіту Харківської губернії.
На 1862 рік до складу волості входили:
- поселення Введенське;
- поселення Тернове;

Найбільші поселення волості станом на 1914 рік:
- село Введенське — 2689 мешканців.

Старшиної волості був Тарусин Никифор Платонович, волосним писарем — Зікк Яків Олексійович, головою волосного суду — Лубенцев Роман Павлович.